# Salagnac (Dordoña)
 Salagnac  es una población y comuna francesa, situada en la región de Aquitania, departamento de Dordoña, en el distrito de Périgueux y cantón de Excideuil.

## Demografía
| 918 | 826 | 1122 | 833 | 812 | 785 |
| Para los censos de 1962 a 1999 la población legal corresponde a la población sin duplicidades (Fuente: INSEE [Consultar]) |     |      |     |     |     |